# Виборчий округ 125
Виборчий округ 125 — виборчий округ у Львівській області. В сучасному вигляді був утворений 28 квітня 2012 постановою ЦВК №82 (до цього моменту існувала інша система виборчих округів). Окружна виборча комісія цього округу розташовується в будівлі Старосамбірської районної ради за адресою м. Старий, вул. Л. Галицького, 40.
До складу округу входять місто Самбір, а також Сколівський, Старосамбірський, Турківський райони, частина Самбірського району (Стрілковицька сільська рада). Виборчий округ 125 межує з округом 120 на північному заході, з округом 121 на півночі, з округом 126 на північному сході, з округом 86 на сході, з округом 70 на півдні та обмежений державним кордоном з Польщею на заході. Виборчий округ №125 складається з виборчих дільниць під номерами 461137-461139, 461148-461204, 461317-461385, 461387-461412, 461414-461416, 461418-461430, 461432-461435, 461505-461567, 461569-461570, 461759-461777 та 462163.

## Народні депутати від округу
| Ім'я                            | Фото | Партія         | Скликання | Дата набуття повноважень | Дата припинення повноважень |
| ------------------------------- | ---- | -------------- | --------- | ------------------------ | --------------------------- |
| Тягнибок Андрій Ярославович     |      | Свобода        | 7-ме      | 12 грудня 2012           | 27 листопада 2014           |
| Лопушанський Андрій Ярославович |      | самовисуванець | 8-ме      | 27 листопада 2014        | 29 серпня 2019              |
| Лопушанський Андрій Ярославович |      | самовисуванець | 9-те      | 29 серпня 2019           |                             |

## Результати виборів

### Парламентські

#### 2019
Кандидати-мажоритарники:
- Лопушанський Андрій Ярославович (самовисування)
- Доскіч Юрій Юрійович (самовисування)
- Яворський Микола Миколайович (Слуга народу)
- Піхоцький Ігор Михайлович (Народний рух України)
- Сюшко Степан Миколайович (Свобода)
- Дубас Андрій Богданович (самовисування)
- Курій Василь Васильович (самовисування)
- Міськів Юрій Володимирович (самовисування)
- Качмарик Ярослав Дмитрович (Батьківщина)
- Максименко Ярослав Володимирович (самовисування)
- Смолінський Володимир Осипович (самовисування)
- Проданюк Юрій Юрійович (самовисування)
- Саврук Володимир Степанович (самовисування)
- Антошик Мар'ян Богданович (УДАР)
- Кутний Роман Антонович (самовисування)

#### 2014
Кандидати-мажоритарники:
- Лопушанський Андрій Ярославович (самовисування)
- Зембіцький Тарас Осипович (Народний фронт)
- Тягнибок Андрій Ярославович (Свобода)
- Рибчич Ілля Йосипович (самовисування)
- Кирилич Василь Петрович (самовисування)
- Касюхнич Юрій Ігорович (Батьківщина)
- Ямборко Володимир Іванович (самовисування)
- Микитін Василь Васильович (Заступ)
- Авдейчик Юрій Іванович (самовисування)
- Богвелішвілі Роман Тамазієвич (Комуністична партія України)

#### 2012
Кандидати-мажоритарники:
- Тягнибок Андрій Ярославович (Свобода)
- Лопушанський Андрій Ярославович (Конгрес українських націоналістів)
- Пукшин Ігор Гелярович (самовисування)
- Гичка Михайло Михайлович (самовисування)
- Шикітка Дмитро Миронович (УДАР)
- Щекун Василь Йосипович (Партія регіонів)
- Семкович Степан Миронович (самовисування)
- Мельник Олена Остапівна (Комуністична партія України)
- Балишин Михайло Петрович (Народна партія)
- Копач Ігор Дмитрович (самовисування)
- Ропецький Володимир Адамович (самовисування)
- Босак Володимир Зіновійович (Українська партія «Зелена планета»)
- Завійський Роман Богданович (самовисування)

## Явка
Явка виборців на окрузі: